# Pioderma gangrenozum
Pioderma gangrenozum (Pyoderma gangrenosum) je bolest koja uzrokuje da tkivo postane nekrotično, što dovodi do dubokih ulceracija koje se obično javljaju na nogama. Kad do njih dođe, one mogu da prouzrokuju hronične rane. Čirevi obično u početku izgledaju kao mali ubodi buba, i oni se razvijaju u veće čireve. Mada ove rane retko dovode do smrti, one mogu da prouzrokuju bolove i da ostave ožiljke.
Bolest je bila identifikovana 1930. godine. Njoj podleže približno jedna osoba u 100,000 u populaciji. Mada od ove bolesti mogu da obole ljudi bilo kog uzrasta, od nje uglavnom obolevaju osobe između 40 i 50 godina života.

## Tipovi
Postoje dva glavna pyoderma gangrenosum tipa:
- tipična ulcerativna forma, koja se javlja na nogama
- atipična forma koja je uglavnom površinska, i koja se javlja na rukama i drugim delovima tela

Druge varijante su:
- Peristomal pyoderma gangrenosum sačinjava 15% svih slučajeva pioderma
- Bullous pyoderma gangrenosum
- Pustular pyoderma gangrenosum[3]
- Vegetative pyoderma gangrenosum[4]

## Uzroci
Mada etiologija nije potpuno razjašnjena, za ovu bolest se misli da je uzrokovana disfunkcijom imunskog sistema, i posebno nepodobnim funkcionisanjem neutrofila. Najmanje polovina svih obolelih od pioderme gangrenozum takođe oboleva od bolesti sa uticajem na sistemske funkcije, kao što su: ulcerativni kolitis, Kronova bolest, reumatoidni artritis, i Multipla Mijeloma (MM). To isto može biti deo sindroma, kao što je PAPA sindrome. Za veće i manje traume se isto tako smatra da imaju ulogu.

## Literatura
1. 1 2 3  Jackson JM and Callen JP. 2006. Emedicine: Pyoderma Gangrenosum. Retrieved on January 23, 2007.
2. ↑  Brooklyn T, Dunnill G, Probert C (2006). „Diagnosis and treatment of pyoderma gangrenosum”. BMJ. 333 (7560): 181—4. PMC 1513476 . PMID 16858047. doi:10.1136/bmj.333.7560.181.
3. ↑  Shankar S, Sterling JC, Rytina E (2003). „Pustular pyoderma gangrenosum”. Clin. Exp. Dermatol. 28 (6): 600—3. PMID 14616824. doi:10.1046/j.1365-2230.2003.01418.x.
4. ↑  Langan SM, Powell FC (2005). „Vegetative pyoderma gangrenosum: a report of two new cases and a review of the literature”. Int. J. Dermatol. 44 (8): 623—9. PMID 16101860. doi:10.1111/j.1365-4632.2005.02591.x.
5. ↑  Rashid RM. (2008). „Seat belt pyoderma gangrenosum: minor pressure as a causative factor”. J Eur Acad Dermatol Venereol. 22 (10): 1273—4.

## Spoljašnje veze
- DermNet reactions/pyoderma-gangrenosum

|  | Molimo Vas, obratite pažnju na važno upozorenje u vezi sa temama iz oblasti medicine (zdravlja). |